# Cryoshell
I Cryosheel (C R Y O S H E L L) sono un gruppo alternative rock danese formatosi a Copenaghen nel 2006 formato da Tine Midtgaard (cantante), Kasper Søderlund (chitarra solista), Mikkel Maltha (tastierista, bassista e corista) e Martin Pagaard (batterista).
La band ha raggiunto la fama dopo l'utilizzo di alcune loro canzoni come colonne sonore nei mini-film e spot della linea Lego Bionicle.

## Storia
La band si è formata alla fine del 2006, quando ad una dipendente di Advance (un'agenzia creativa con sede a Copenaghen) di nome Christine Lorentzen è stato chiesto di cantare alcuni cori per un progetto vocale agli Hansen Studios, lì lavora a fianco del chitarrista Kasper Soderlund, del bassista Mikkel Maltha e del tastierista Søren Bendz, con Eddie Simonsen come produttore. La canzone registrata per il progetto è stato intitolato Creeping in my Soul ed è stata usata da Bionicle, come colonna sonora per i loro spot e mini-film all'inizio del 2007. La canzone si è rivelata poi molto popolare, diventando rapidamente l'MP3 più scaricato dal sito ufficiale della Lego.
Data la popolarità ottenuta con Creeping in my Soul, Soderlund e Maltha hanno registrato una nuova canzone con il cantante danese Niels Brinck, con Simonsen come produttore. La canzone ancora una volta è stato utilizzato da Bionicle - come colonna sonora per i loro set estate 2007. I quattro in seguito hanno lavorato su un terzo brano per Bionicle, che è stato pubblicato all'inizio del 2008 ed è stato denominato Gravity Hurts.
Nell'estate del 2008, Simonsen e Brinck hanno lasciato il gruppo, quest'ultimo è stato sostituito dalla cantante Christine Lorentzen. Con l'uscita del loro nuovo brano per Bionicle, Closer to the Truth, la neonata band comincia a lavorare al loro primo album sotto la propria etichetta discografica, la Cryoshell I / S, da cui il nome della band. Successivamente hanno raggiunto un accordo con l'etichetta est-europeo Voci & Music Entertainment e cominciarono a registrare agli Hansen Studios con il produttore Jacob Hansen. Nel 2009, il gruppo pubblicò il primo singolo ufficiale come una band indipendente, Bye Bye Babylon.
Nel 2010, Cryoshell hanno assunto un batterista, Jakob Gundel, e hanno pubblicato un secondo singolo, una versione ri-registrata di Creeping in my Soul, e completato e pubblicato il tanto atteso album di debutto il 7 giugno 2010 in danimarca e Scandinavia, pubblicato in seguito come download digitale a livello mondiale nel febbraio 2011. L'album è già stato pubblicato come un CD in diversi paesi, ma è prevista anche una pubblicazione a livello mondiale del CD
Nel novembre 2011, è stato annunciato che due nuove canzoni della band sono state registrate e si dice saranno pubblicate nella primavera 2012. Le canzoni, una intitolata Breakout, ha come cantante la danese Tine Midtgaard, che ha raggiunto la fama con la versione danese del talent show The X Factor nel 2010, ed un nuovo batterista Martin Pagaard. Midtgaard è membro momentaneo della band in attesa del ritorno di Christine Lorentz ritiratasi momentaneamente dopo la nascita del figlio.

## Formazione

### Formazione attuale
- Christine "Lore" Lorentzen - voce
- Kasper Søderlund - chitarra solista
- Mikkel Maltha - tastiera, basso, cori
- Martin Pagaard - batteria

### Ex componenti
- Søren Bendz - tastiera (2006–2007)
- Niels Brinck - voce (2007–2008)
- Marcus Busborg - batteria (nel singolo Bye Bye Babylon) (2009)
- Jakob Gundel - batteria (2009–2011)
- Tine Midtgaard - voce (2012)

## Discografia

### Album in studio
- Cryoshell - 2010

### EP
- Creeping in my soul - 2010

### Singoli
- Bye Bye Babylon - 2009
- Creeping in my soul - 2009
- Breakout - 2012
- Gravity Hurts (featuring Budapest Art Orchestra) - 2018
- Nature Girl - 2018
- Don't Look Down - 2018
- Slipping - 2018

### Video musicali
- Gravity Hurts - 2008
- Closer to the Truth - 2008
- Bye Bye Babylon - 2009
- Creeping in my Soul - 2010
- Gravity Hurts (featuring Budapest Art Orchestra) - 2018